# Knittelfeld
Knittelfeld ist eine Stadt mit 12.870 Einwohnern (Stand 1. Jänner 2025) im Bezirk Murtal und Gerichtsbezirk Judenburg im österreichischen Bundesland Steiermark. Die Eisenbahnerstadt war Bezirkshauptstadt des Bezirkes Knittelfeld bis zu dessen Auflösung zum 1. Jänner 2012.
Am 1. Jänner 2015 wurde im Rahmen der steiermärkischen Gemeindestrukturreform die Gemeinde Apfelberg eingemeindet.

## Geografie

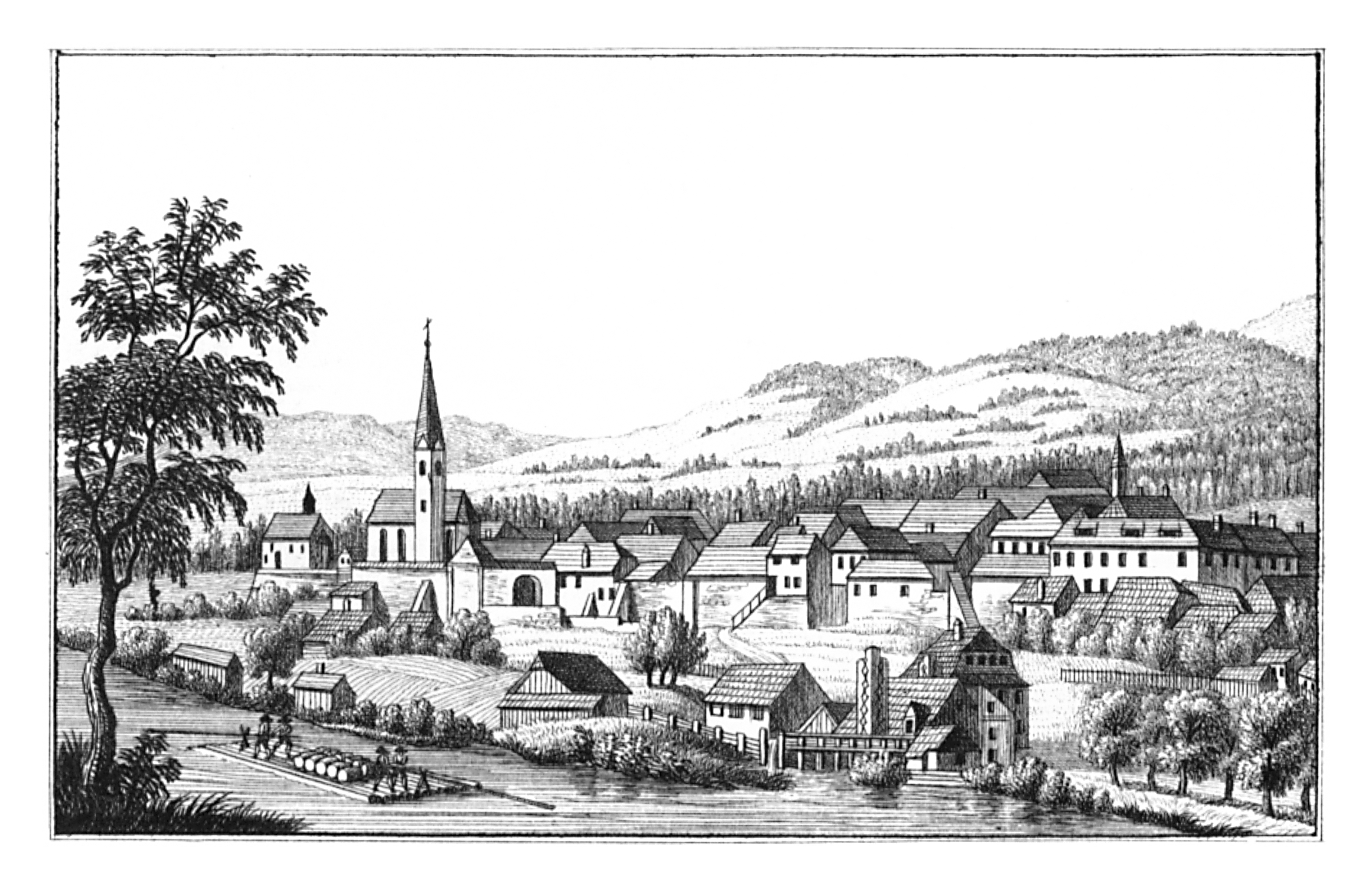
Knittelfeld, S. Kölbl, lith. um 1830

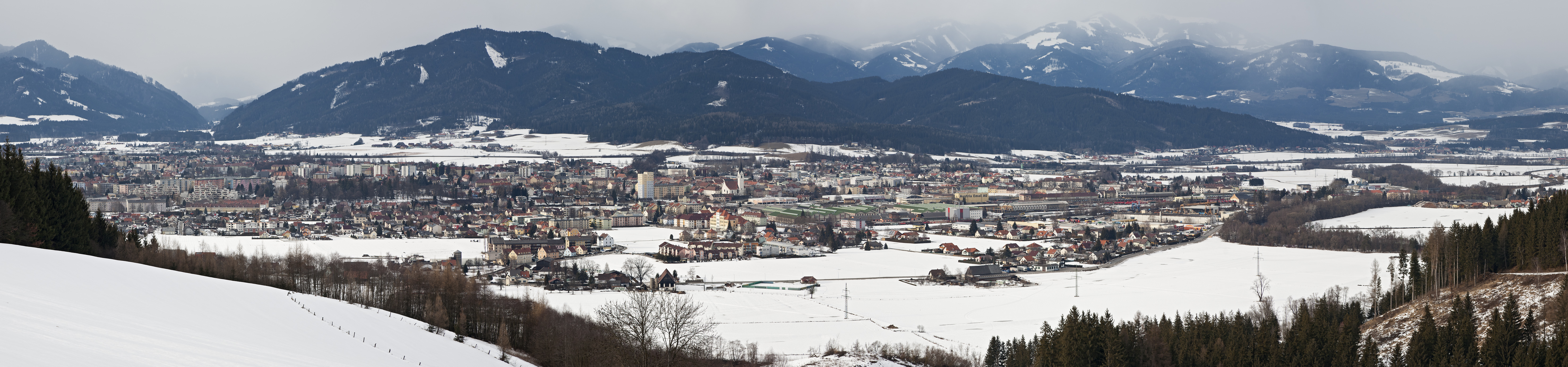
Die Stadt Knittelfeld von Süden

Die Stadtgemeinde hat 12.870 Einwohner und liegt auf einer Seehöhe von 645 m am östlichen Rand des Aichfeldes, einer Talweitung des Murtales.
Hauptwirtschaftszweige sind die Industrie und Dienstleistungen. Außerdem besitzt die Eisenbahn große Bedeutung als Arbeitgeber. 1999 war die Stadt Veranstaltungsort der steirischen Landesausstellung zum Thema Verkehr.
Die Stadt ist zudem die Bausubstanz betreffend mit anderen Gemeinden zusammengewachsen, darunter Spielberg (Ortsteile Pausendorf, Maßweg).
Seit 1975 ist Knittelfeld neben Graz Standort des zweiten Krematoriums der Steiermark, eines von derzeit (Stand 2021) 17 aktiven Krematorien in Österreich.

### Gemeindegliederung
Das Gemeindegebiet umfasst folgende drei Ortschaften (in Klammern Einwohnerzahl Stand 1. Jänner 2025):
- Apfelberg (208)
- Knittelfeld (11.798)
- Landschach (864)

Die Gemeinde besteht aus den Katastralgemeinden Apfelberg (933,18 ha) und Knittelfeld (452,28 ha).

### Eingemeindungen
Im Zuge der steirischen Gemeindestrukturreform wurde die Gemeinde Apfelberg 2015 mit der Stadt Knittelfeld fusioniert.
Als besondere Herausforderung galt die Tatsache, dass die Stadt kaum mehr über unbebautes Areal verfügt, wodurch Abwanderungen an den Stadtrand einen Bevölkerungsrückgang für die Stadt bedeutete, eine Angelegenheit, welche sich durch die Zusammenlegung mit Apfelberg erledigt hat.

### Nachbargemeinden
| Spielberg  | Kobenz                                      |                                   |
|            | Kompassrose, die auf Nachbargemeinden zeigt | Sankt Margarethen bei Knittelfeld |
| Lobmingtal | Lobmingtal                                  |                                   |

## Geschichte
Erstmals urkundlich erwähnt wurde die Stadt im Jahr 1224 als „Chnvteluelde“. In der Nähe von Knittelfeld kam es 1292 zu den letzten Kämpfen des Landsberger Bundes gegen Herzog Albrecht I., die mit einem Sieg des Herzogs endeten. Im Jahr 1302 erhielt Knittelfeld das Stadtprivileg. 1849/50 wurde die politische Gemeinde Knittelfeld errichtet.
Während des Ersten Weltkriegs wurde vor dem damaligen Knittelfeld ein Lager für Kriegsgefangene errichtet, das, autark und isoliert, einer Stadt vor der Stadt gleichkam. 1915 erreichte die Anzahl der Kriegsgefangenen, die vor allem aus dem russischen Kaiserreich kamen, die 30.000er-Grenze und übertraf damit die der Einwohner Knittelfelds um ein Mehrfaches. Nach dem Kriegseintritt Italiens erhielt das Knittelfelder Lager noch eine zweite Funktion, nämlich als Militärspital für Verwundete der Isonzofront. Dieses Spital hatte eine Aufnahmekapazität von über 5000 Personen. Nach Kriegsende wurde die Anlage zur Knittelfelder Neustadt, einem Stadtteil, dem noch bis in die frühen 1960er Jahre ein Negativ-Image anhaftete.
Im Zweiten Weltkrieg verwandelten die Bomber der zweiten alliierten Luftfront am 23. Februar 1945 das Stadtzentrum von Knittelfeld in einen Trümmerhaufen.
Für Schlagzeilen sorgte die Stadt im Jahr 2002, als im Kultur- und Kongresshaus Knittelfelds ein Treffen nicht-regierungsloyaler FPÖ-Delegierter stattfand. Dieser sogenannte „Knittelfelder Putsch“ führte zum vorzeitigen Ende der Bundesregierung Schüssel I.

### Religion und Konfessionen
Als Eisenbahnerstadt ist Knittelfeld – im Gegensatz zu anderen Regionen Österreichs – traditionell weniger stark katholisch geprägt. Die Stadt verfügt über mehrere katholische Kirchen, darunter die Stadtpfarrkirche, die Kapuzinerkirche, welche 2009 an die Griechisch-Orthodoxe Kirche übergeben wurde, und die Friedhofskirche. Erstere wurde im Zweiten Weltkrieg beinahe restlos zerstört, der Kirchturm allerdings mittlerweile wieder originalgetreu aufgebaut. In der Parkstraße findet sich zudem eine evangelische Kirche. Die Zahl der islamischen Glaubensangehörigen steigt, die Zahl der Personen ohne Bekenntnis hat sich von rund 12 % im Jahr 1991 auf mehr als 20 % zehn Jahre später fast verdoppelt.
Offizielle Konfessionszahlen der Statistik Austria von der letzten Volkszählung (2001):
- Römisch-katholisch: 65,8 %
- Ohne Bekenntnis: 20,4 %
- Evangelisch: 5,8 %
- Islamisch: 3,5 %
- Orthodox: 2,2 %
- Sonstiges: 1,3 %
- Unbekannt: 1,0 %

## Kultur und Sehenswürdigkeiten

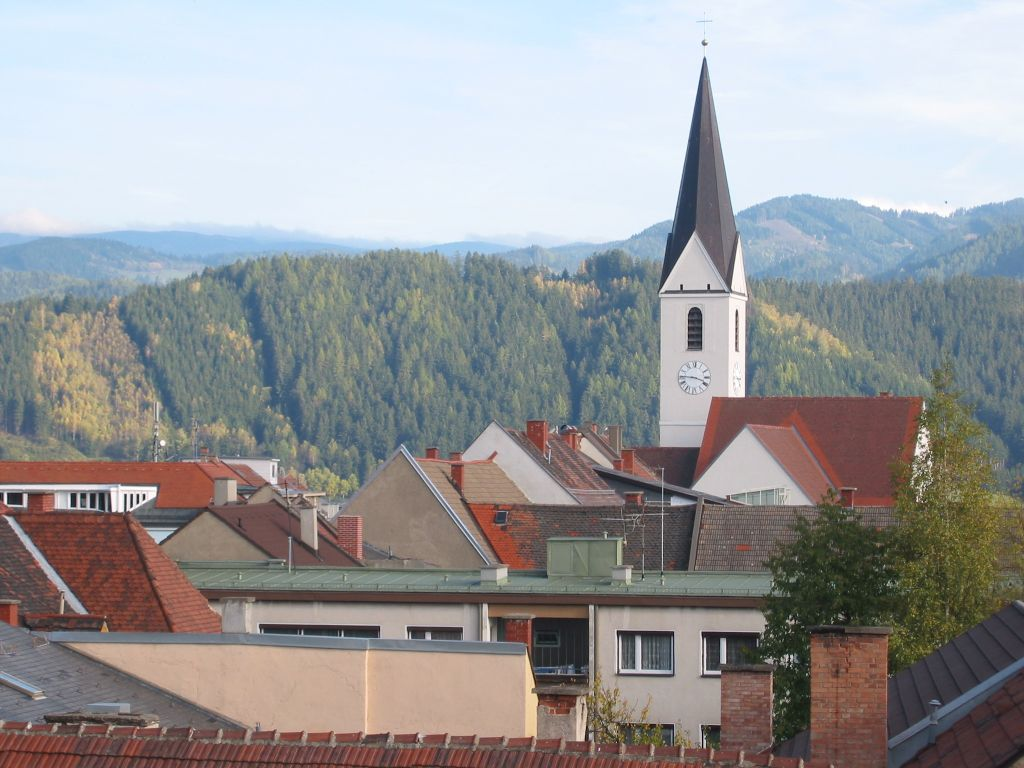
Stadtpfarrkirche Knittelfeld

Im Zweiten Weltkrieg war Knittelfeld die neben Wiener Neustadt am stärksten zerstörte Stadt Österreichs. Von der historischen Bausubstanz ist kaum etwas erhalten.
- Katholische Stadtpfarrkirche Knittelfeld Christus als König
- Evangelische Bekennerkirche
- Pestsäule am Hauptplatz
- Ehemaliges Russenlager in der Neustadt
- Friedensplatz
- Kapuzinerkirche
- Eisenbahnmuseum (größte Eisenbahnerkappensammlung der Welt – Geschichte der Eisenbahn in Knittelfeld)[9]
- Forum Rathaus (Galerie)
- Friedhofskirche St. Johann im Felde mit altem Holzturm
- Postamtsgebäude am Kapuzinerplatz

- Beim Landesblumenschmuckbewerb Flora|19 erhielt Knittelfeld als einer der 7 steirischen Städte eine Gesamtzahl von 5 Floras und zählt damit zu den Gewinnern des Bundeslandes.[10]

- Im Keller des Bahnhofes wurde in 40 Jahren eine Modelleisenbahnanlage auf 160 m² mit Landschaftsmotiven der Umgebung von Knittelfeld errichtet.

### Veranstaltungen
Zahlreiche kulturelle Veranstaltungen finden im Kultur- und Kongresshaus statt, das auch als Ort für politische Veranstaltungen und Bälle fungiert. Weitere Veranstaltungsorte sind das Forum Rathaus, der Pfarrsaal und das Arbeiterheim. 1999 war Knittelfeld Veranstaltungsort der steirischen Landesausstellung mit dem Thema „Verkehr“, die Landesausstellungshalle wird auch heute noch als Veranstaltungsort verwendet, beispielsweise für das jährlich stattfindende Rock gegen Rechts der Sozialistischen Jugend Knittelfeld.

## Wirtschaft und Infrastruktur
In der Mur-Mürz-Furche gelegen, gingen in Knittelfeld mit dem Niedergang der verstaatlichten Industrie viele Arbeitsplätze verloren. So liegt die Arbeitslosigkeit heute noch über dem Österreich-Schnitt, ein reger Pendleraustausch findet vor allem mit dem Bezirk Leoben statt.
Als größte Arbeitgeber gelten mit über 2000 Mitarbeitern die Österreichischen Bundesbahnen (ÖBB), die unter anderem Europas modernstes Radsatz-Aufbereitungszentrum in der Stadt betreiben, die Austria Email AG, die Stadtgemeinde, die Obersteirische Molkerei sowie diverse Klein- und Mittelbetriebe.

### Verkehr
Die Stadt liegt am Ostrand des Aichfeldes und ist über die Murtal Schnellstraße S 36 mit der restlichen Obersteiermark und dem Bezirk Murtal verbunden. Weiters besitzt Knittelfeld einen Fernverkehrshalt an der Rudolfsbahn mit zweistündlichen umsteigefreien Verbindungen in Richtung Wien und Villach. Ab 2025 wird diese Verbindung voraussichtlich verloren gehen, da dann Fernzüge zwischen Bruck an der Mur und Klagenfurt über die neu gebaute Koralmbahn geleitet werden.
Im Jahr 1996 wurde der Regionalbus Aichfeld geschaffen, der die wirtschaftlich voneinander abhängigen Gemeinden des Aichfeldes, Knittelfeld, Spielberg, Zeltweg, Fohnsdorf und Judenburg verbindet.
Knittelfeld liegt auch am Zentralalpenweg, einem österreichischen Weitwanderweg.

### Öffentliche Einrichtungen
In Knittelfeld wird einer der Standorte des Landeskrankenhauses Judenburg-Knittelfeld betrieben. In der Stadt befindet sich die medizinische und die neurologische Abteilung des Krankenhausverbundes. Zusätzlich dazu gibt es eine onkologische Station zur Behandlung von Krebspatienten und eine Palliativstation.
Der Rettungsdienst wird, wie im Großteil der Steiermark, vom Roten Kreuz betrieben, welches gemeinsam mit der Rot-Kreuz-Bezirksstelle Judenburg ein Notarzteinsatzfahrzeug betreibt, das rund um die Uhr einsatzbereit im benachbarten Zeltweg stationiert ist. Für die unmittelbare Notfallversorgung der Bevölkerung, für das Einsatzgebiet des alten Bezirkes Knittelfeld, stehen neun Rettungswagen, zwei Behelfskrankentransportwagen und ein Kommandofahrzeug bereit. Davon sind mindestens zwei der Rettungswagen und das Kommandofahrzeug jeden Tag rund um die Uhr besetzt. Die Rot-Kreuz-Bezirksstelle Knittelfeld ist außerdem für die Organisation der Ambulanzdienste, für den im Bezirk befindlichen Red Bull Ring, zuständig. Bei den jährlich stattfindenden Großveranstaltungen der MotoGP und der Formel 1 wird ein Großaufgebot an Fahrzeugen, für die Versorgung der Besucher und für die Ambulanz auf der Rennstrecke, bereitgestellt.

### Bildung
- Kindergärten:
  - sechs städtische: Frühlingsgasse, Gemeinsam Hand in Hand Kärntner Straße, Miniwelt Landschacher Gasse, Regenbogen Lindenallee, Jahresringe Parkstraße, Apfelberg Josef-Kurz-Gasse
  - Heilpädagogischer Kindergarten (auch in der Parkstraße),
  - privater Kindergarten der Stadtpfarre Knittelfeld (Franz-Leitner-Straße)
- Volksschulen: Kärntnervolksschule, Landschachervolksschule, Montessorischule im Aichfeld (Lindenallee)
- Neue Mittelschulen: Rosegger, Lindenallee
- Polytechnische Schule
- Sonderpädagogisches Zentrum
- BG/BRG Knittelfeld: Das Bundesgymnasium und Bundesrealgymnasium, das im Schuljahr 2002/03 sein 100-jähriges Bestehen feierte, ist eine der wenigen österreichischen UNESCO-Schulen und an zahlreichen internationalen Aktivitäten beteiligt.
- Landesberufsschule Knittelfeld für industrielle Lehrberufe
- Urania Knittelfeld
- Musikschule Knittelfeld

## Politik
Der Gemeinderat hat 31 Mitglieder.
Seit 1945 wurde die Stadt mit absoluter Mehrheit von der SPÖ regiert, die bis Ende 2014 mit 18 der 31 Gemeinderatsabgeordneten vertreten war. Der zweite Vizebürgermeister stand hingegen aufgrund der Wahlergebnisse traditionell der ÖVP zu. Durch die Gemeinderatswahlen im März 2010 haben sich auch die Mandate der kleineren Parteien verschoben: Die KPÖ hielt vier Sitze, die FPÖ drei und das BZÖ einen Sitz.
- Mit den Gemeinderatswahlen in der Steiermark 2015 hatte der Gemeinderat folgende Verteilung: 16 SPÖ, 6 FPÖ, 5 KPÖ und 4 ÖVP.[11]
- Mit den Gemeinderatswahlen in der Steiermark 2020 hatte der Gemeinderat folgende Verteilung: 20 SPÖ, 5 ÖVP, 4 KPÖ und 2 FPÖ.[12]
- Mit den Gemeinderatswahlen in der Steiermark 2025 hat der Gemeinderat folgende Verteilung: 17 SPÖ, 8 FPÖ, 3 ÖVP und 3 KPÖ.[13]

### Bürgermeister
- 1975–1989: Simon Pichler
- 1989–1999: Friedrich Kaufmann
- 1999–2014: Siegfried Schafarik
- 2014–2019: Gerald Schmid (SPÖ)[14]
- seit 2019: Harald Bergmann[15]

Im November 2019 verkündete Bürgermeister Gerald Schmid seinen Rücktritt. In der Gemeinderatssitzung vom 9. Dezember 2019 wurde Harald Bergmann zum Bürgermeister gewählt. Bergmann schlug seinen Vorgänger Gerald Schmid als Ehrenbürger der Stadtgemeinde vor.

### E-Government
Die Bewohner von Knittelfeld können mittels Online-Formularen Anträge wie zum Beispiel „Ehebuch – Antrag auf Ausstellung einer Abschrift“, Subventionsansuchen für Sportförderungen oder auch eine Wohnsitzerklärung on-line durchführen.

### Wappen
Das Wappen wurde am 30. November 1954 verliehen. In der Verleihungsurkunde hieß es:
„In einem roten Schilde erscheinen freischwebend drei waagrecht übereinander liegende, je dreimal oben und unten nach rechts gestümmelte silberne Knüttel.“
Sprachforscher leiten den Namen der Stadt von einem althochdeutschen Namen ab, der Hnȗtilo lautet und ungefähr „freimütig“ bedeutet. Der Personenname kommt noch im Dänischen vor.
Historiker Otto Schinko führt den Namen auf das althochdeutsche Chnutil zurück, das „Knüppel, Knüttel“ bedeutet und sehr gut zu den Ortsnamen „Aichfeld, Eichberg und slawisch Sirning – Berg der Eichelmast“ passt. Die Gegend war lange Zeit von Eichen bewaldet, deren Anflug man auf Knüppelstärke heranwachsen ließ, um ihn dann abzuholzen. Daraus ergab sich die Bezeichnung „Knittelfeld – Feld, auf dem knütteldicke Bäume stehen“. Die Knüttel waren für vielerlei Dinge weiter zu verwenden und waren damit von wirtschaftlicher Bedeutung.
Das „redende Wappen“ von Knittelfeld zeigt auch drei Knüttel auf rotem Feld. Diese nennen gewissermaßen den Namen der Stadt, die Farbe Rot signalisiert seit dem Mittelalter „Macht, Standhaftigkeit, Organisation und Ordnung“, also das „männliche Prinzip“. Die Legende, die Bevölkerung habe dereinst mit Knüppeln einen Lindwurm erschlagen (daher drei Knüttel und ein blutgetränktes Feld), ist erst entstanden, als man nichts mehr von der oben dargestellten Art der Holznutzung wusste.
Wegen der Gemeindezusammenlegung verlor das Wappen mit 1. Jänner 2015 seine offizielle Gültigkeit. Die Wiederverleihung erfolgte mit Wirkung vom 1. November 2015.

Die neue Blasonierung (Wappenbeschreibung) lautet:
„In rotem Schild drei waagrecht übereinander liegende, je dreimal oben und unten nach rechts gestümmelte silberne Knüttel.“

### Städtepartnerschaften und Mitgliedschaften
Knittelfeld pflegt Städtepartnerschaften mit Kameoka (Japan, seit 1964) und Barcs (Ungarn, seit 2005).
Die Stadt gehört dem Österreichischen Städtebund und seit 1993 dem Klimabündnis an.

## Persönlichkeiten

### Ehrenbürger
- 1977: Hannes Bammer (1922–2017), Politiker[20]
- 1999: Friedrich Kaufmann († 2014), Bürgermeister von Knittelfeld 1989–1999[21]
- 2014: Siegfried Schafarik († 2019), Bürgermeister von Knittelfeld 1999–2014
- 2020: Gerald Schmid (* 1966), Bürgermeister von Knittelfeld 2014–2019

### Söhne und Töchter von Knittelfeld
- Klaus Ambrosch (* 1973), Leichtathlet
- Ludwig Apfelbeck (1903–1987), Motorentuner, Motorenbauer und Motorenentwickler
- Hannes Bammer (1922–2017), Politiker
- Wolfgang Benedek (* 1951), Jurist
- Gottfried Brandl (1905–1988), Förster, Politiker und Abgeordneter zum Landtag
- Willibald Cernko (* 1956), Bankmanager
- Gerhard Dienes (1953–2020), Historiker, Kulturwissenschafter, Autor und Musiker
- Johannes Diethart (* 1942), Schriftsteller, Verleger und Byzantinist
- Amrita Enzinger (* 1967), Umweltmanagerin, Politikerin und Abgeordnete zum Landtag von Niederösterreich
- Karl Federhofer (1885–1960), Bauingenieur
- Konrad Forcher-Ainbach (1839–1901), Gutsbesitzer, Politiker, Abgeordneter zum Österreichischen Abgeordnetenhaus
- Johannes Freitag (* 1972), Weihbischof von Graz-Seckau
- Erwin Frühbauer (1926–2010), Politiker
- Helmut Gekle (* 1959), Autor
- Gerlinde Gschwendtner (* 1940), Künstlerin
- Heimo Halbrainer (* 1963), Historiker, Publizist und Hochschullehrer
- Michaela Heider (* 1995), Skirennläuferin
- Gert Hofbauer (1937–2017), Musiker und Dirigent
- Doro Kowatsch (1956–2024), Militärpilot
- Hermann Lichtenegger (1900–1984), Widerstandskämpfer, Politiker und Unterstaatssekretär
- Berndt Luef (* 1952), Musiker
- Wilhelm Mandl (1910–1978), Politiker
- Helmut Manzenreiter (* 1946), Politiker
- Robby Musenbichler (* 1955), Gitarrist, Komponist und Musikproduzent
- Paul Naredi-Rainer (* 1950), Kunsthistoriker
- Renate Pacher (* 1960), Stadträtin und Abgeordnete zum Landtag
- Harald Proczyk (* 1975), Autorennfahrer
- Olga Reisner (* 1976),  Juristin, Bezirkshauptfrau von Lienz
- Elmar Schäfer (* 1964), Autor, Filmproduzent und Unternehmer
- Andrea Schlager (* 1982), Fernsehmoderatorin und Journalistin
- Gerald Schmid (* 1966), Politiker, Bürgermeister von Knittelfeld, Abgeordneter zum Steiermärkischen Landtag
- Uwe Schmidt (* 1976), Sänger, Songwriter und Musiker
- Wolfgang Spadiut (1955–2021), Tierarzt, Politiker und Abgeordneter zum Nationalrat
- Karl Troll (1923–1977), Politiker
- Ernst Trost (1933–2015), Journalist und Autor
- Max Tscheliesnig (1911–1996), Maler
- Josef Vogel (* 1952), Skilangläufer
- Hans Vollmann (1909–1994), Politiker und Abgeordneter zum Nationalrat
- Lizzi Waldmüller (1904–1945), Schauspielerin und Sängerin
- Fritz Weber (1947–2020), Wirtschaftshistoriker und Musikkritiker
- Franz Weissmann (1911–2005), Bildhauer
- Róbert Wittinger (* 1945), freischaffender Komponist
- Josef Wohinz (* 1943), Wirtschaftsingenieur für Maschinenbau und Hochschullehrer

### Mit Knittelfeld verbundene Persönlichkeiten
- Paul Dedic (1890–1950), Geistlicher und Kirchenhistoriker; wirkte hier von 1915/17 bis 1931 als Pfarrer
- Johann Koplenig (1891–1968), Politiker, Vizekanzler
- Stefan Haider (* 1972), Theologe und Kabarettist
- Stefan Rucker (* 1980), Radrennfahrer
- Zoran Lerchbacher (* 1972), Dartspieler

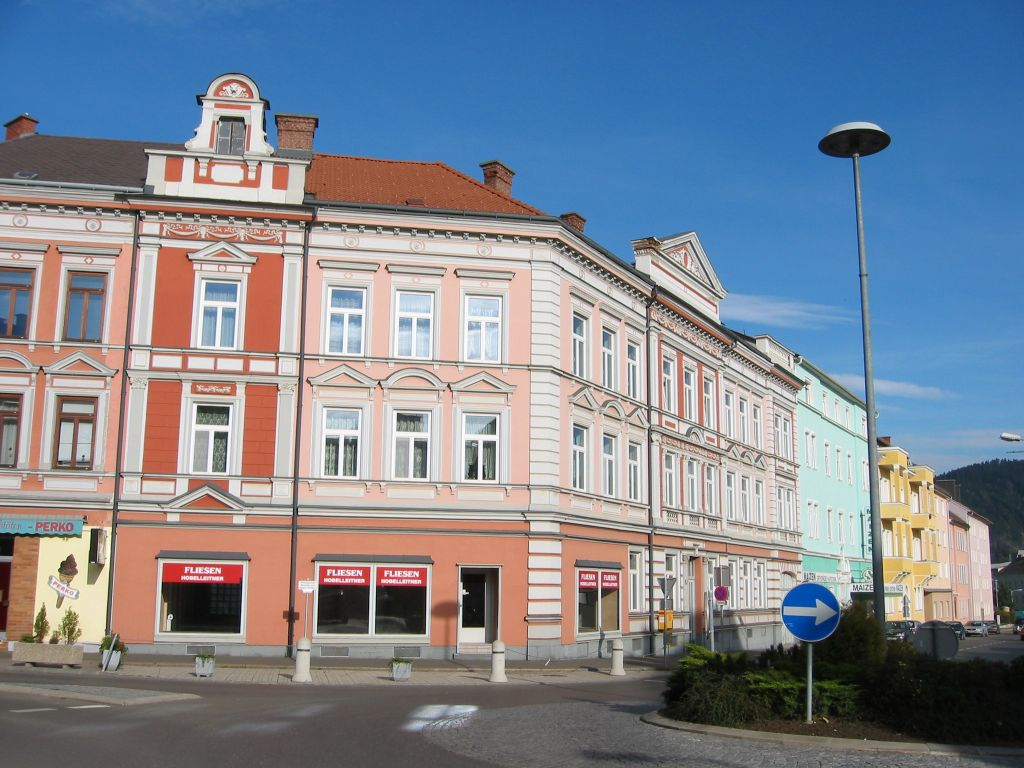
Bahnstraße in Knittelfeld
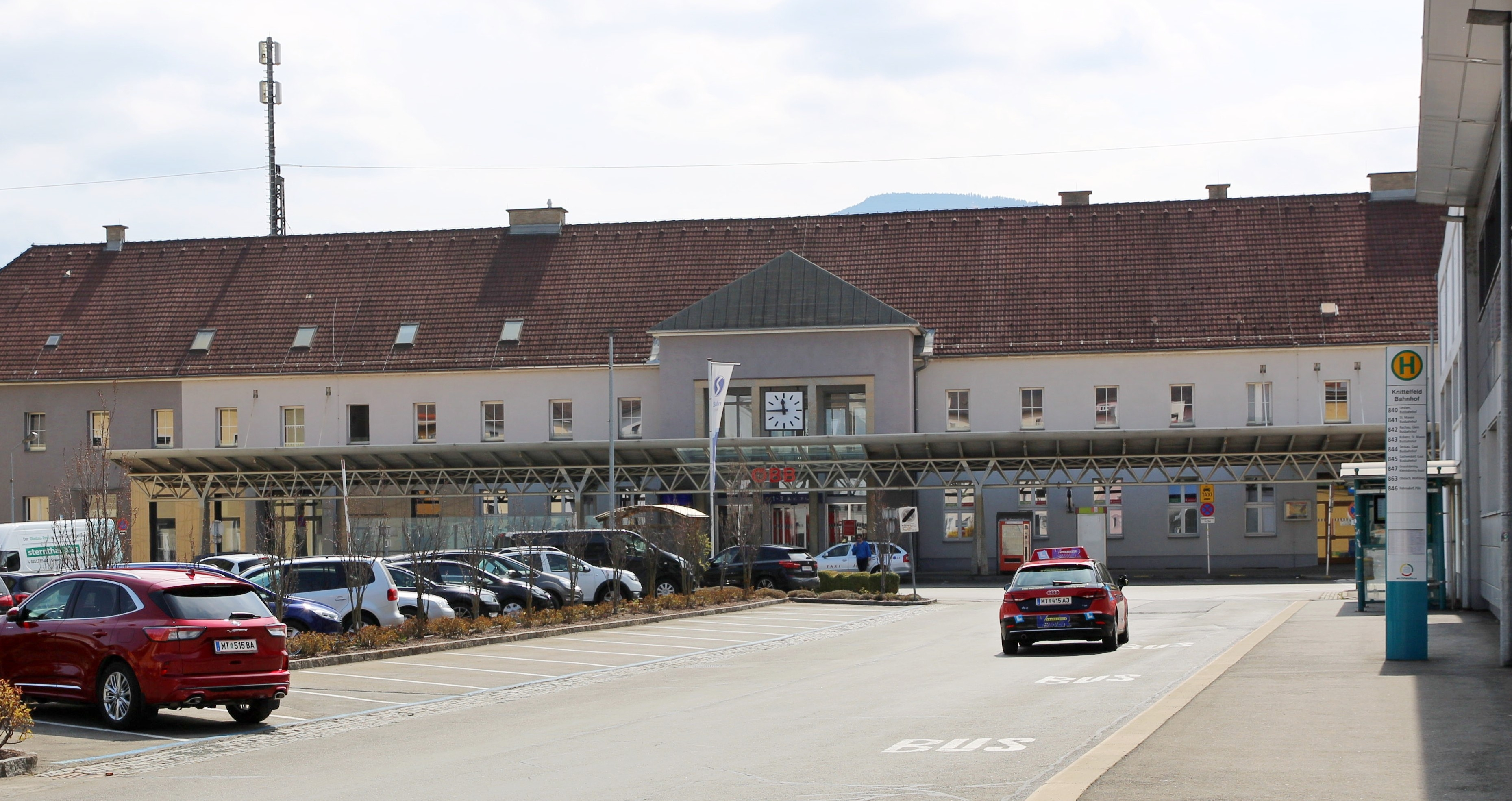
Knittelfeld, Bahnhof
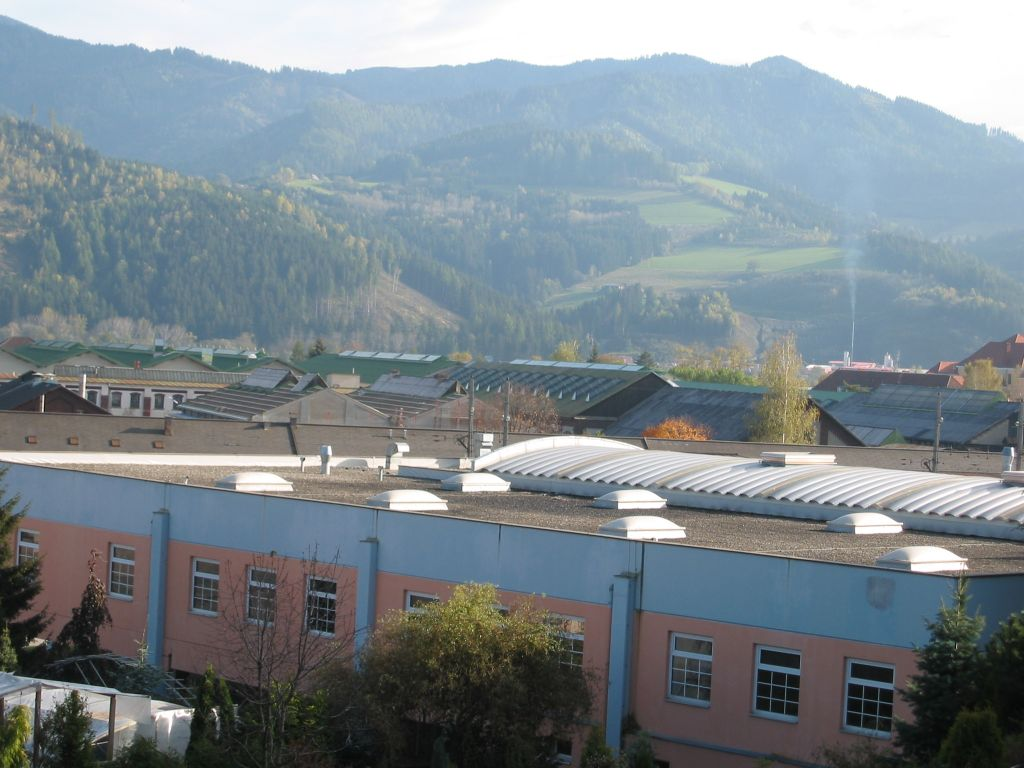
Blick Richtung Flossländ
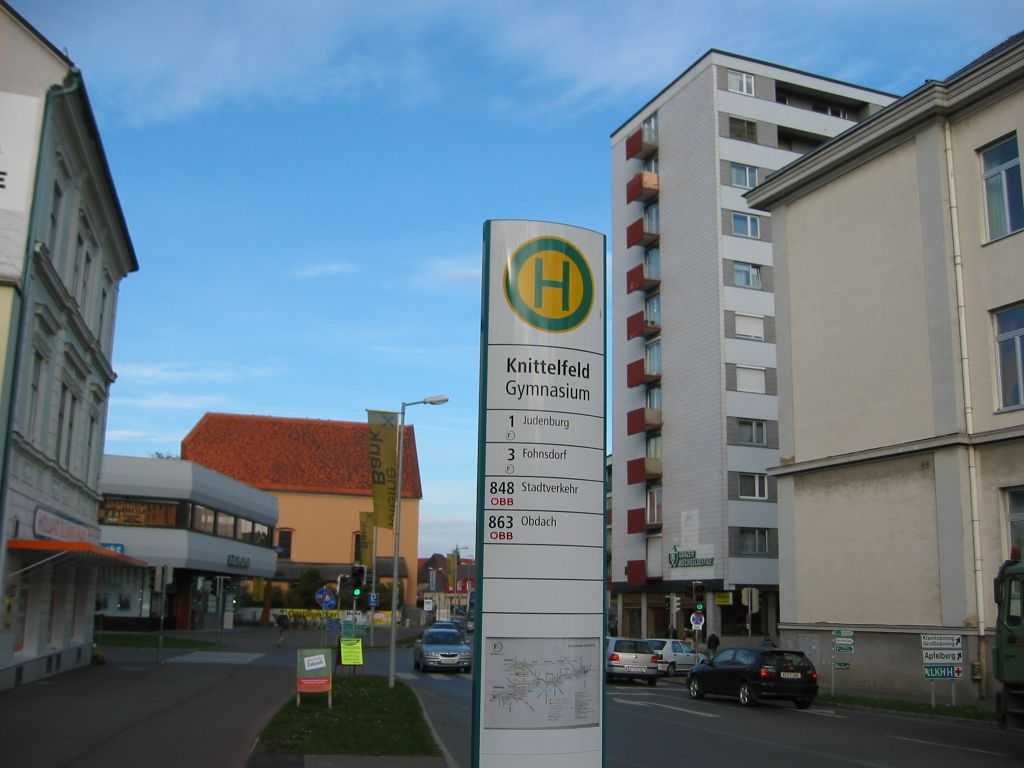
Kärntnerstraße Richtung Kapuzinerplatz
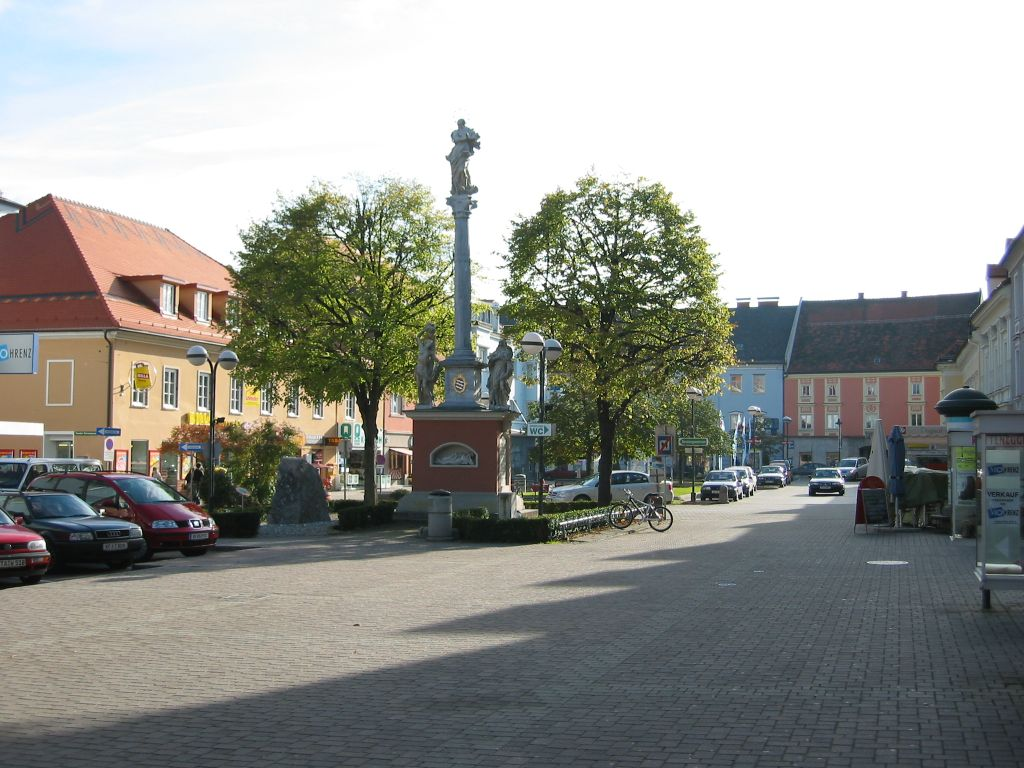
Hauptplatz mit Pestsäule
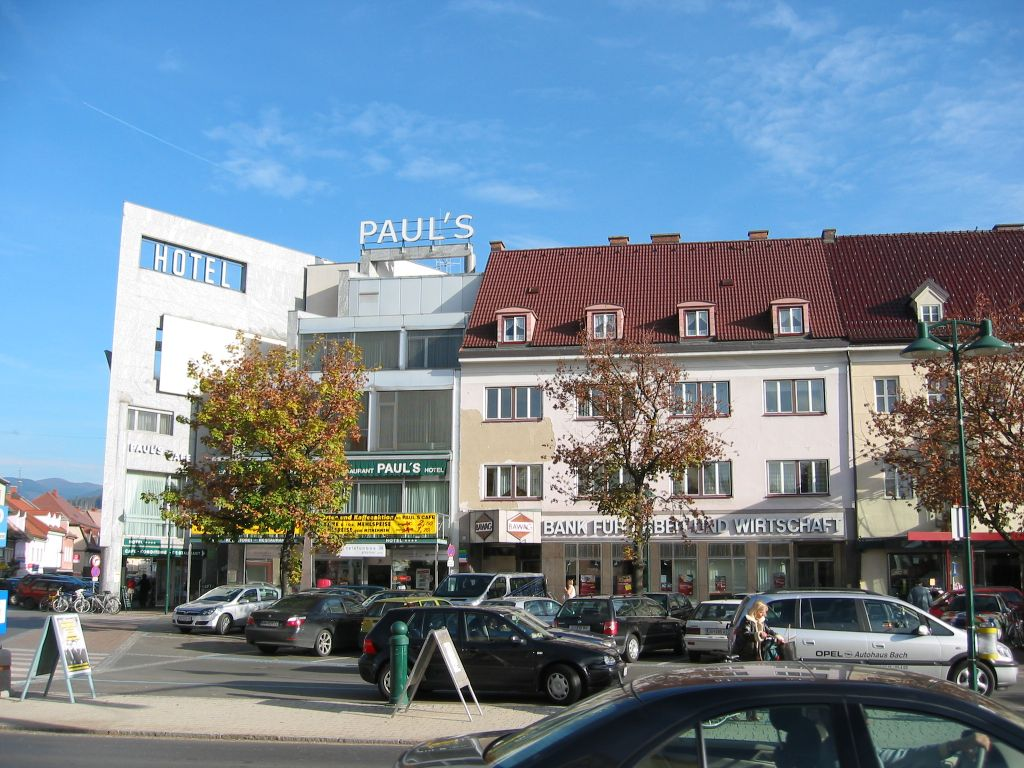
Kapuzinerplatz
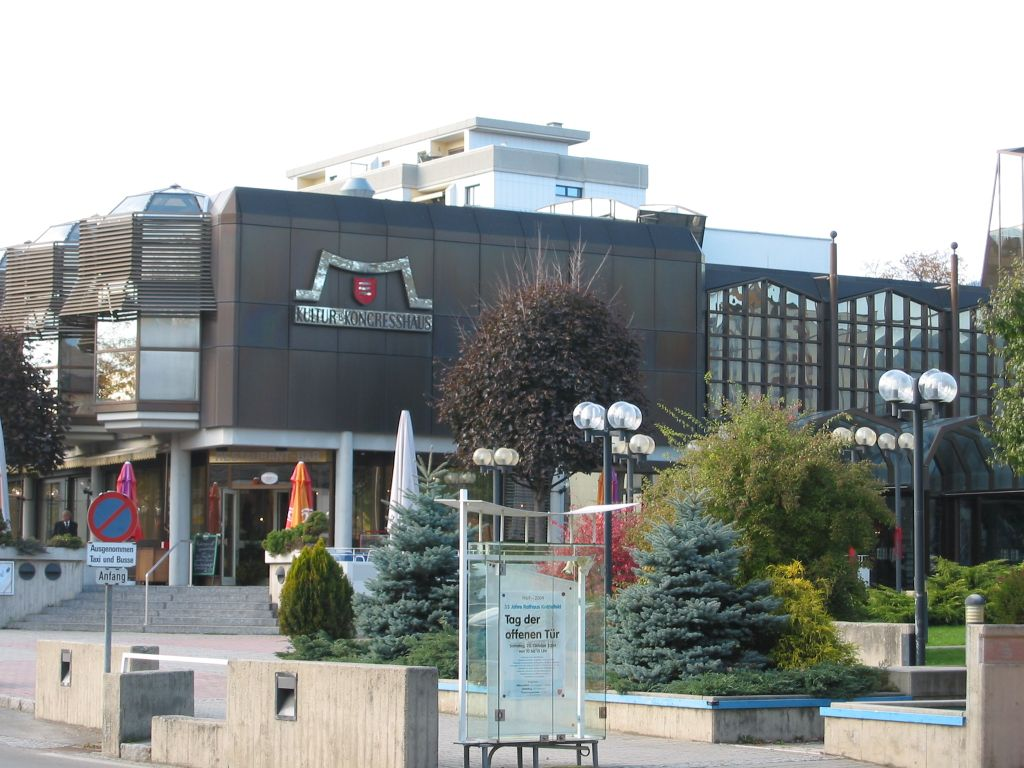
Kultur- und Kongresshaus
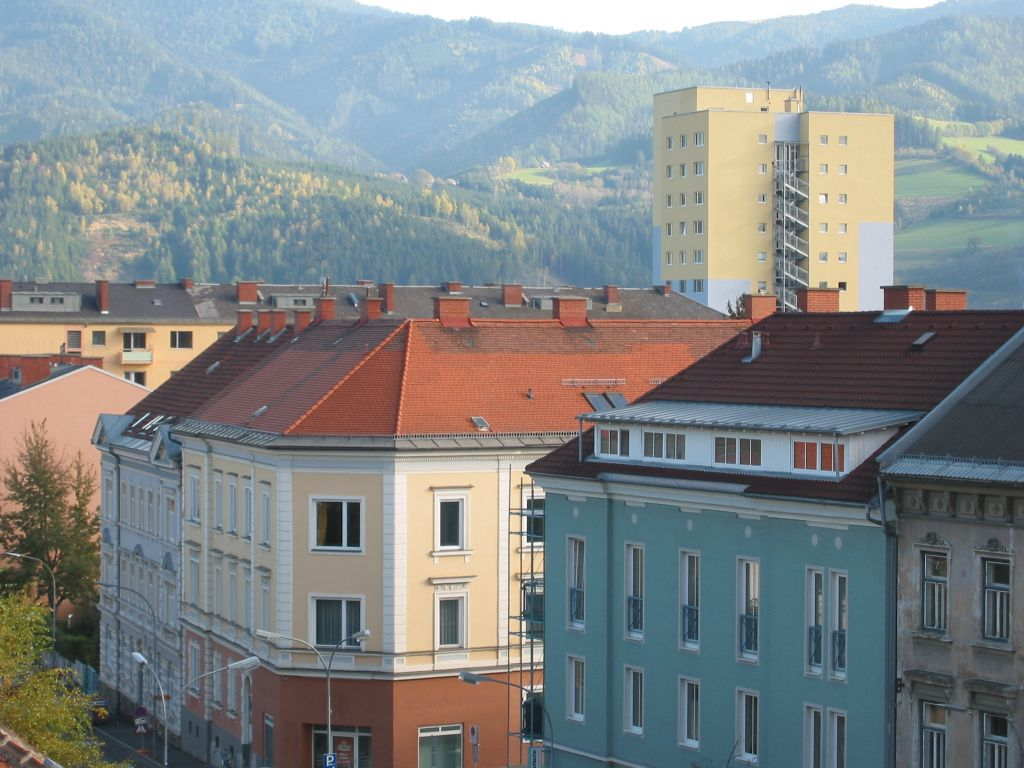
Schmittstraße